# Parasetodes kiangsinicus
Parasetodes kiangsinicus är en nattsländeart som först beskrevs av Georg Ulmer 1932.  Parasetodes kiangsinicus ingår i släktet Parasetodes och familjen långhornssländor. Inga underarter finns listade i Catalogue of Life.